# Хлебородненское сельское поселение
Хлебородненское сельское поселение — муниципальное образование Аннинского района Воронежской области России.
Административный центр — село Хлебородное.

## Население
| 2000 | 2005  | 2010 | 2012 | 2013 | 2014 | 2015 | 2016 | 2017 |
| ---- | ----- | ---- | ---- | ---- | ---- | ---- | ---- | ---- |
| 853  | ↗1171 | ↘927 | ↘872 | ↘836 | ↘806 | ↘793 | ↘767 | ↗776 |
| 2018 | 2019  | 2020 | 2021 |      |      |      |      |      |
| ↘766 | ↘743  | ↘727 | ↘710 |      |      |      |      |      |

## Административное деление
Состав поселения:
- село Хлебородное,
- село Большая Алексеевка,
- село Бобяково.